# Bisdom Savannah
Het bisdom Savannah (Latijn: Dioecesis Savannensis) is een rooms-katholiek bisdom met als zetel Savannah, in de Amerikaanse staat Georgia. Het bisdom is suffragaan aan het aartsbisdom Atlanta. 

## Geschiedenis
Het bisdom werd opgericht op 19 juli 1850, uit delen van de bisdommen Charleston en Mobile, en was suffragaan aan het aartsbisdom Baltimore. Op 9 januari 1857 verloor het gebied bij de oprichting van het apostolisch vicariaat Florida. Op 5 januari 1937 veranderde het van naam naar bisdom Savannah-Atlanta, waarna het op 2 juli 1956 opsplitste in het bisdom Savannah en het bisdom Atlanta. Op 10 februari 1962 veranderde het van kerkprovincie en werd suffragaan aan het nieuw verheven aartsbisdom Atlanta. 

## Parochies
Het bisdom had in 2022 een oppervlakte van 95.928 km2 en telde 2.987.000 inwoners waarvan 2,8% rooms-katholiek was.

## Bisschoppen
- Francis Xavier Gartland (23 juli 1850 - 20 september 1854)
- John Barry (9 januari 1857 - 19 november 1859)
- Jean Marcel Pierre Auguste Vérot (23 juli 1861 - 11 maart 1870)
- Ignazio Camillo Guglielmo Maria Pietro Persico (11 maart 1870 - 25 augustus 1872)
- William Hickley Gross (14 februari 1873 - 31 maart 1885)
- Thomas Albert Andrew Becker (26 maart 1886 - 29 juli 1899)
- Benjamin Joseph Keiley (2 april 1900 - 18 maart 1922)
- Michael Joseph Keyes (27 juni 1922 - 23 september 1935)
- Gerald Patrick Aloysius O’Hara (16 november 1935 - 17 oktober 1959)
- Thomas Joseph McDonough (23 februari 1960 - 25 februari 1967)
- Gerard Louis Frey (31 mei 1967 - 7 november 1972)
- Raymond William Lessard (5 maart 1973 - 7 februari 1995)
- John Kevin Boland (7 februari 1995 - 19 juli 2011)
- Gregory John Hartmayer (19 juli 2011 - 5 maart 2020)
- Stephen Douglas Parkes (8 juli 2020 - heden)

## Galerij van afbeeldingen

Wapen van het bisdom
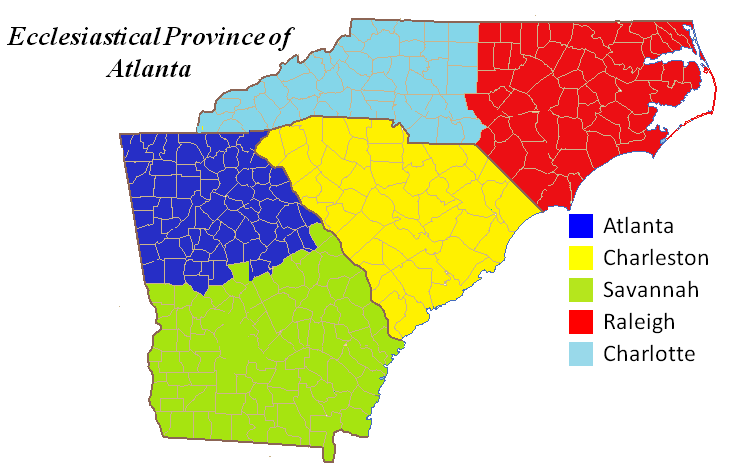
Kerkprovincie met aartsbisdom en suffragane bisdommen
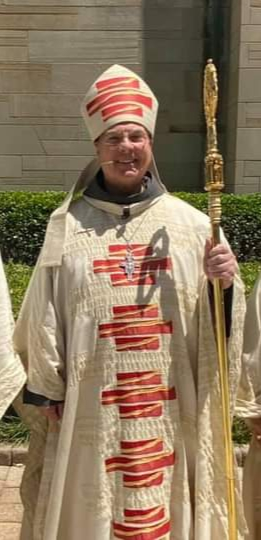
Bisschop Gregory John Hartmayer (2011-2020)

Atlanta (aartsbisdom) · Charleston · Charlotte · Raleigh · Savannah